# Yasmin Thayná
Yasmin Thayná (Nova Iguaçu, estado de Río de Janeiro, 1993) es una cineasta y guionista brasileña que dirigió, guionizó y produjo el cortometraje Kbela ganador del premio al Mejor Cortometraje de la Diáspora en los Premios de la Academia de Cine Africano.

## Trayectoria
Thayná nació en 1993 en Nova Iguaçu, un municipio ubicado en la llamada Baixada Fluminense, un área fuera de la ciudad de Río de Janeiro, pero dentro de su región metropolitana. Es hija de madre negra y un padre blanco.
Su lucha por su identidad como mujer negra la llevó a crear el cortometraje Kbela en 2015, financiado a través de micromecenazgo y en el que la actriz portuguesa Isabél Zuaa tuvo un papel. El corto retrataba la relación de las mujeres negras con sus cuerpos y la construcción del concepto de belleza. Se exhibió en decenas de festivales alrededor del mundo, como el Festival Internacional de Cine de Róterdam y en el de Festival de Cine de Cabo Verde.
Además es la fundadora de Afroflix, una comunidad digital cinematográfica que promueve la difusión del trabajo de las personas afrodescendientes. En 2018 dirigió la serie de reportajes para GloboNews Política: Modo de Fazer. Thayná también trabajó en otros cortometrajes, impartió clases y charlas sobre lo que significa ser una persona negra.

## Reconocimientos
En 2017, su cortometraje Kbela obtuvo el premio a mejor cortometraje de la Diáspora africana en los Premios de la Academia del Cine Africano, considerados los Premios Óscar de África.